# Sara Hagnighat-Joo
Sara Haghighat-Joo est une boxeuse sierraléonaise née le  17 juin 1994.

## Biographie
Sara Haghighat-Joo est médaillée d'or dans la catégorie des moins de 54 kg aux Championnats d'Afrique de boxe amateur 2022 à Maputo, s'imposant en finale face à l'Algérienne Fatma Zohra Abdelkader Hedjala.